# Comillas
Comillas est une commune espagnole située dans la communauté autonome de Cantabrie.

## Présentation
La commune possède une église du XIXe siècle ainsi qu'un monastère Cistercien, installé au XIXe siècle à la demande du roi d'Espagne pour y fonder une école d'agriculture.
La commune doit sa célébrité au fait d'avoir accueilli l'ancien bâtiment de l'université pontificale de Comillas, aujourd'hui siège de la Fondation Comillas.

## Histoire
Le 14 juin 1929, l'Oiseau Canari réalise la première traversée française sans escale de l’Atlantique Nord. A son bord : Jean Assollant, René Lefèvre, Armand Lotti et un passager clandestin, Arthur Schreiber. La traversée s'est effectuée d’Old Orchard Beach (Maine) au nord de Boston jusqu'à Oyambre, près de Comillas.

### Camino del norte
La ville est une étape du Camino del Norte, Chemin du Nord du pèlerinage de Saint-Jacques-de-Compostelle. Elle compte trois gîtes d'accueil pour pèlerins.

## Monuments
- Le Caprice de Gaudí conçu par l'architecte espagnol Antoni Gaudí, Palais de style art nouveau.
- Palais de Sobrellano (es) ou palais du marquis de Comillas conçu par l'architecte catalan Joan Martorell.